# شون(برند)
شون یک برند ایرانی در حوزه محصولات آرایشی و بهداشتی است که محصولاتی برای مراقبت از پوست، مو، بهداشت فردی و لوازم آرایشی تولید می‌کند. این برند سال ۱۳۹۲ با همکاری شرکت آلمانی کریس اند کارل و شرکت ایرانی آریان کیمیا تک معرفی شد.

## مالکیت
شون متعلق به شرکت آریان کیمیا تک است که با همکاری شرکت آلمانی کریس اند کارل فعالیت می‌کند. شرکت آلمانی کریس اند کارل (Chris & Karl) یک شرکت فعال در زمینه توسعه محصولات آرایشی و بهداشتی است که با برند شون در ایران همکاری می‌کند. این شرکت یکی از شرکت‌های زیرمجموعهٔ گروه صنعتی گلرنگ به‌شمار می‌رود. گروه صنعتی گلرنگ، یکی از هلدینگ‌های خصوصی در ایران، در حوزه‌های گوناگون از جمله صنایع شوینده، غذایی، دارویی و آرایشی و بهداشتی فعالیت دارد.

## محصولات
محصولات شون در دسته‌های مراقبت از پوست، مراقبت از مو، بهداشت فردی و لوازم آرایشی تولید و در بازار ایران عرضه می‌شوند.

## فعالیت‌های اجتماعی و زیست‌محیطی
شون در حوزه مسئولیت اجتماعی و حفظ محیط‌زیست نیز فعالیت‌هایی داشته است، از جمله برگزاری کارزار «نه ممنون» برای کاهش مصرف کیسه‌های پلاستیکی و کارزار «هوای پاک» برای افزایش آگاهی درباره آلودگی هوا. این برنامه‌ها با هدف افزایش آگاهی عمومی در زمینه حفاظت محیط زیست اجرا شده‌اند.

## جوایز
شون در سال ۱۳۹۹ در جشنواره برند محبوب مصرف‌کنندگان، در دسته محصولات آرایشی و بهداشتی، تندیس زرین را دریافت کرد. همچنین، این برند در سال۱۴۰۰   و ۱۴۰۲ در همین جشنواره به‌عنوان یکی از برندهای محبوب ایرانی در حوزه آرایشی و بهداشتی شناخته شد.